# رودیکا آربا
رودیکا آربا (رومانیایی: Rodica Arba؛ زادهٔ ۵ مه ۱۹۶۲) قایقران روئینگ اهل رومانی بود.
از باشگاه‌هایی که در آن بازی کرده‌است می‌توان به باشگاه والیبال دینامو بخارست اشاره کرد.
وی در مسابقات کشوری و بین‌المللی در مجموع برندهٔ ۶ مدال طلا، ۲ مدال نقره، ۳ مدال برنز شده‌است.